# Löddebygdens församling
Löddebygdens församling är en församling i Frosta-Rönnebergs kontrakt i Lunds stift. Församlingen ligger i Kävlinge kommun i Skåne län och utgör ett eget pastorat.

## Administrativ historik
Församlingen bildades 2002 genom sammanslagning av Barsebäcks, Högs och Löddeköpinge församlingar och utgör sedan dess ett eget pastorat.

## Kyrkor

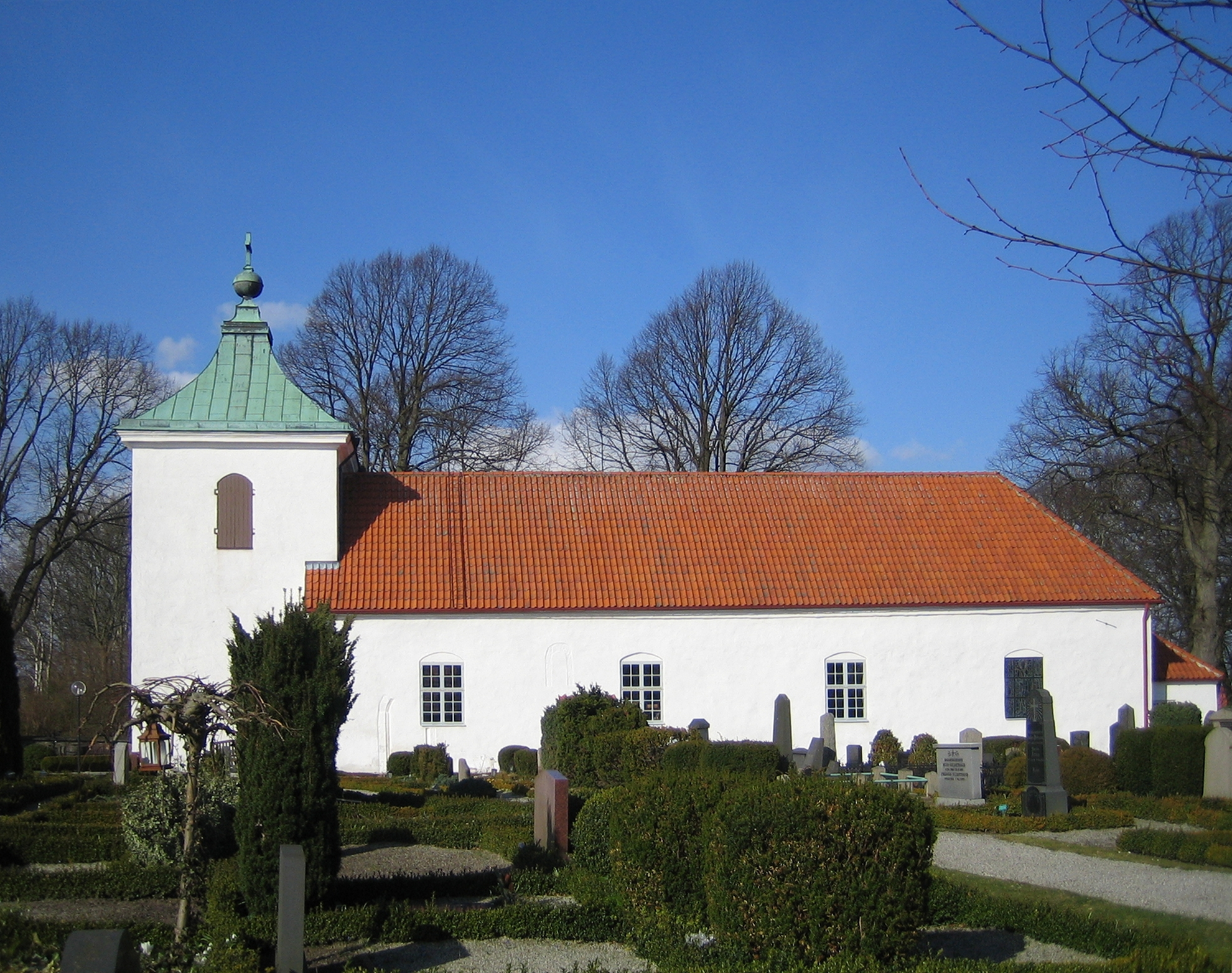
Barsebäcks kyrka
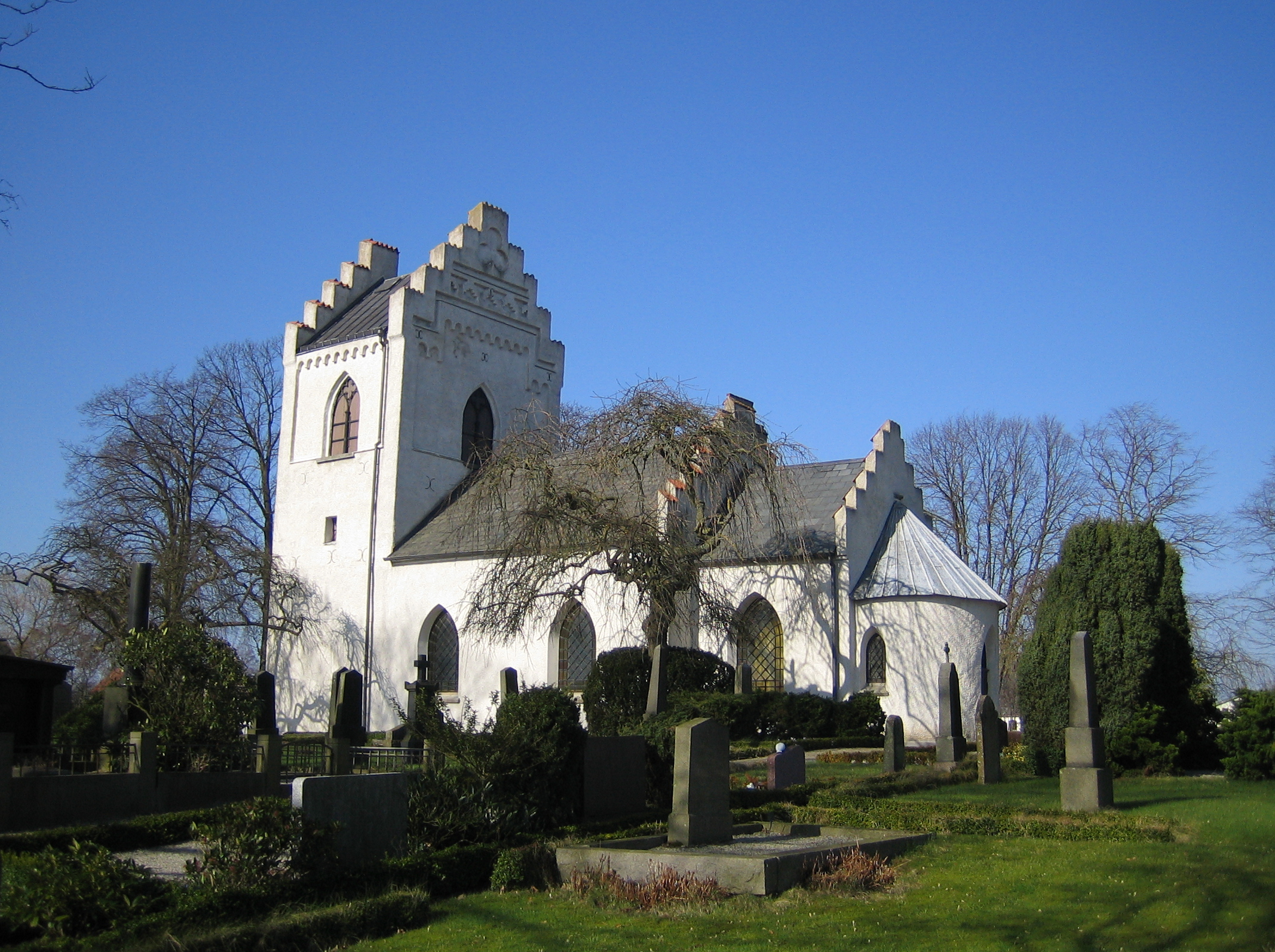
Högs kyrka
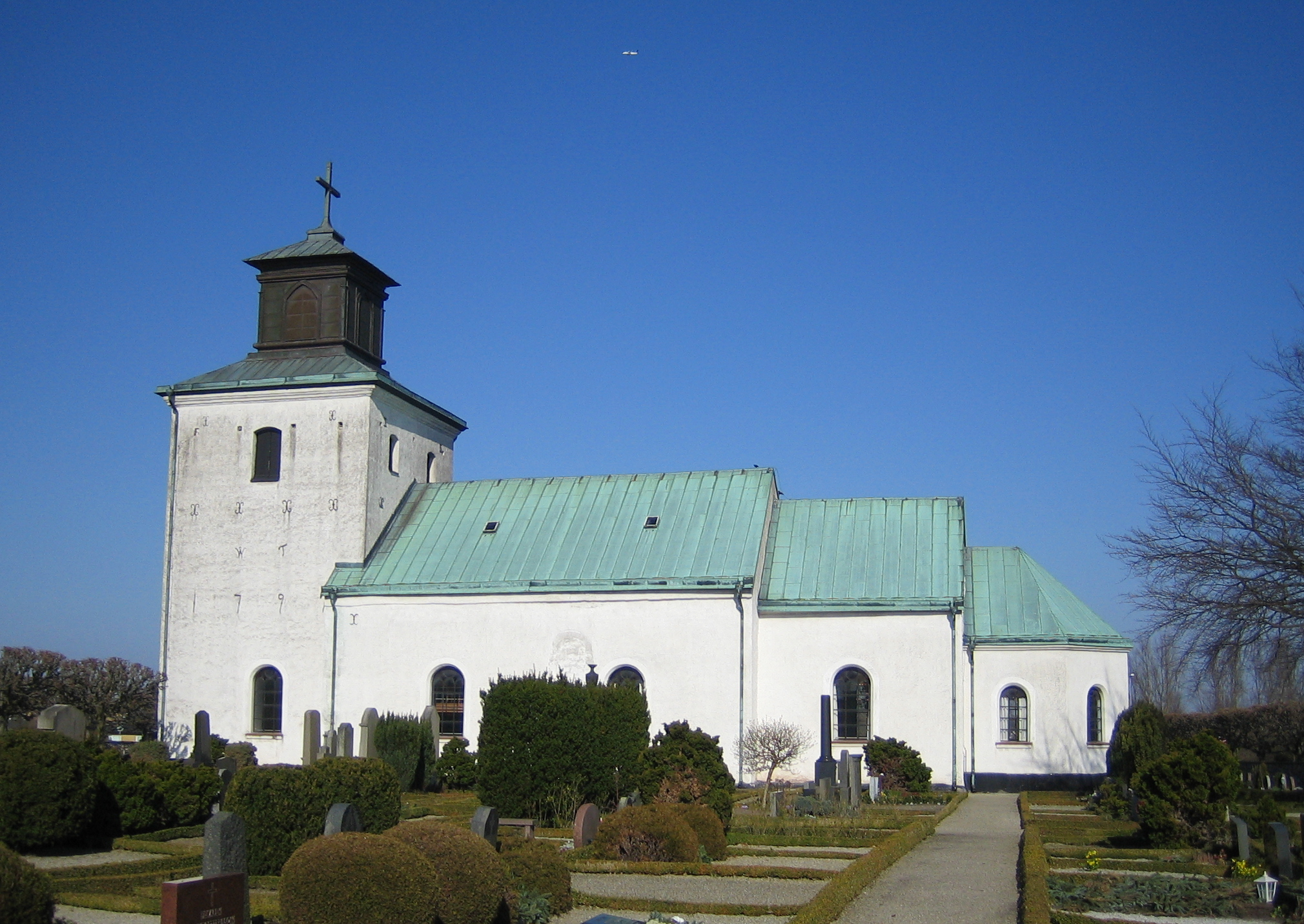
Löddeköpinge kyrka